# Iggy Azalea
Amethyst Amelia Kelly (Sydney, 1990. június 7. –) színpadi nevén Iggy Azalea ausztrál származású rapper, dalszerző és modell. Sydney-ben született, 16 évesen költözött az Amerikai Egyesült Államokba annak érdekében, hogy nekikezdjen a karrierjének hiphop zene irányban. Ismertséget először akkor szerzett, amikor kiadta ellentmondásos videóklipjét "Pu$$y" és "Two Times" című számaihoz. Lemezszerződést T.I. lemezkiadójához, a Grand Hustle-höz írt alá 2012-ben.

## Fiatalkora
Iggy Azalea ‘Amethyst Amelia Kelly’ néven született 1990. június 7-én az ausztráliai Sydneyben. Még gyerekkorában elköltözött a családja a New South Wales-i Mullumbimby-be. Itt egy kis házban éltek, melyet az apja épített sártéglából, 5 hektár területtel körülvéve. Az apja, Brendan Kelly festő és képregényrajzoló volt, anyja takarított házakban és hotelekben.
A családja Ausztráliába valószínűleg az egyik első flottával érkezett és viszonylag régóta élnek már ebben az országban. De feltehetőleg az őshonos vér is megjelent családjuk felmenői között. Saját elmondása szerint ez meglátszódik családtagjai szemén, ami egyedül az őshonos ausztráloknak ilyen.
Iggy eredeti vezetékneve, a Kelly ír származású. Azalea rappelni 14 éves korában kezdett el. Mielőtt szólókarrierbe kezdett volna, egy csapat tagja volt két másik lánnyal a szomszédságból. Ám a csapatot feloszlatta, mivel szerinte a másik két lány nem vette elég komolyan.
Annak érdekében, hogy Amerikába költözhessen, otthagyta a középiskolát. Anyjával együtt dolgozott és pénzt keresett hotelszobák, valamint nyaralók takarításával. Gyűlölte az iskolát, ami a művészeti órákat kivéve nem érdekelte, nem voltak barátai. Az iskolába saját, otthon készített ruháiban járt. 2006-ban költözött át Amerikába, mielőtt még betöltötte volna a tizenhatot. A szüleinek azt mondta, hogy nyaralni megy egyik barátjával, miközben már eldöntötte, hogy ott fog maradni, csak később árulta el, hogy nem fog hazamenni.
Azért ment Amerikába, mert kívülállónak érezte magát a hazájában és imádta a hiphop stílust, aminek Amerika az otthona. Megérkezése után sikerült hozzájutnia vízumhoz, majd 6 évre letelepedett, elhagyva az országot 3 havonta, hogy megújítsa vízumát.

## Karrierje

### 2010-2011: Amerikába költözés, karrierje kezdetét veszi
Amerikába érkezése után Miami-ba ment, de élt olyan városokban is, mint Houston, Texas, Atlanta, Georgia. Színpadi nevét gyermekkori kutyája, Iggy után vette fel, az Azalea pedig az utca neve volt, ahol felnőtt (családja a mai napig ott él). Találkozott egy emberrel, aki az Interscope Recordsnak dolgozott és arra biztatta, hogy költözzön Los Angelesbe, amit 2010 nyarán meg is tett. Ezután rövid ideig az Interscope egyengette a zenei útját.
2011 szeptemberében kiadta első életnagyságú projektjét, amely az Ignorant Art címet kapta. Pu$$y című dala is rajta volt a korongon, valamint olyan előadókkal alkotott közös munkája, mint YG, Joe Moses, Chevy Jones vagy a Problem. 2011 novemberében egy videóklipet is kiadott az Ignorant Arton található egyik számához, ami nem más, mint a My World volt. A klipben megjelent Tiny Lister, ami nagyobb figyelmet adott Iggy-nek az interneten. 2011 decemberében Azalea bejelentette, hogy ki szeretné adni első, debütáló nagy albumát, a The New Classic-ot. 2012 januárjában az Ignorant Art egy másik dalához, a The Last Song-hoz adott ki videóklipet. A Billboardnak adott interjújában ekkor fel is fedte, hogy még abban az évben szeretné kiadni a The New Classic-ot az Interscope Records által.

### 2012: Kiadógondok, Glory
Iggy Azalea T.I. amerikai rapperhez fordult segítségért albuma készítésében. T.I. lett volna a The New Classic producere. Ekkor Iggy még a nyárra tervezte a The New Classic megjelenését. Miután az Interscope nem engedte, hogy T.I. részt vegyen a kiadási folyamatban, Azalea nem írta alá velük a szerződést, hanem a Grand Hustle Recordshoz szerződött egészen az első albuma kiadásáig, amit aztán megint elhalasztottak. Március 26-án Iggy megjelentette Murda Bizness dalát, a The New Classic első kislemezeként.
Az év áprilisában Iggy bejelentette Twitterén bővített listájának, a Glory-nak a megjelenését. Végül a Glory nem májusban jelent meg, ahogy a tervekben szerepelt, hanem július végén. Júliusban jelent meg szintén Murda Bizness számához a videóklip, valamint részt vett a Closer To My Dream turnén Tygával és Kirko Bangz-el. Az év októberében megjelentette második lejátszási listáját Trap Gold címmel. Iggy Amerikai Nemzetközi televíziós bemutatkozását októberben tette meg T.I. illetve B.o.B. oldalán a 2012-es BET Hip Hop Awardson. Később részt vett Rita Ora turnéján, az Ora Tour-on, mint előfellépő. 2012-ben modellkedésbe kezdett, a ‘Wilhelmina Models’ egyik arca lett. Ugyanebben az évben Iggy lett az első női, illetve nem amerikai származású rapper, aki bekerült az XXL éves TOP 10 listájába.

### 2013-2014: The New Classic, Reclassified
2013 elején Iggy a The New Classic-on dolgozott, amit ezúttal a nyárra terveztek kiadni, valamint elő fellépő volt Rita Ora Radioactive turnéján Nagy Britanniában. A turné során adta ki Work című számát, amit szintén albumának debütáló kislemezének emlegetett. Februárban bejelentették, hogy Azalea egy lemezszerződést a Mercury Recordshoz írt alá. Work című számához március 13-án jelent meg a videóklip, melyet Jonas & Francois rendezett.
Áprilisban a Vevo bejelentette, hogy Iggy lett a második LIFT előadó 2013-ban, ami azt jelentette, hogy élő fesztivál fellépéseket vesznek fel neki, divat, stílus, illetve színfalak mögötti videókat készítenek vele egy 8 hetes kampány keretében. Valamint azt is bejelentették, hogy a hónap végén a Vevo által fog megjelenni következő videóklipje Bounce című számához.
Június 13-án Iggy bejelentette, hogy albumát már majdnem befejezte, és ezúttal szeptemberre tervezték megjelenését. A 3. kislemeze a The New Classic-ról, a Change Your Life T.I. közreműködésével október 3-án debütált, nem sokkal később pedig először előadhatták közösen élőben is a BET’s 106&Park-ban.
Egy interjúban Iggy később beismerte, hogy a kiadója nem engedi kiadatni még albumát, mivel éppen Beyoncét támogatja turnéján, mint elő fellépő.
A hivatalos megjelenési dátum? K*vára nem tudom! Ennyi, és annyira lehangoló, hogy március elején fog megjelenni, ami annyira messze van még, de el kell fogadjam. Októberben kellett volna megjelennie, de mivel Beyoncéval fogok turnézni, ezért azt mondták, addig nem adhatom ki, amíg turnén vagyok, hiszen Ausztráliában maradok, így pedig egy TV-s megjelenést sem tudok csinálni. Utána pedig már csak 3 hét van hátra karácsonyig, amire meg azt mondták, akkor nem adhatom ki, mert karácsony körül nem szokás. Január és február pedig nem megfelelő marketing célokból, ezért marad a március.
Végül az annyit halasztgatott és késleltetett debütáló nagy albuma, a The New Classic 2014. április 21-én jelent meg hivatalosan. Az album világszerte különböző listákon bekerült a legjobb 5 közé, és általában vegyes értékelést kapott. Az album 4 kislemezzel lett felvezetve: ‘Work’, ‘Bounce’, ‘Change Your Life’ és a ‘Fancy’. A Fancy című dala, mely videóklipje Charli XCX közreműködésével 2014. május 28-án jelent meg első lett a U. S. Billboard Hot 100 listáján, amivel Azalea negyedik női rapperré vált, aki valaha bekerült ebbe a listába.
Ennek az évnek júniusában jelent meg Rita Orával közös számuk, a Black Widow, debütáló albumának 5. kislemezeként, mely a Billboard Hot 100-as listáján 3. helyére kúszott fel. Az év novemberében a The New Classic újra kiadásaként jelent meg Reclassified albuma új dalokkal, többek között két kislemezzel, a Beg For It-tel és a Trouble-el, melyet Jennifer Hudsonnal készített.

### 2015-2018: második stúdióalbum (Digital Distortion) – Survive The Summer
Ez év tavaszára tervezte Iggy Azalea első arénaturnéját, mely a The Great Escape Tour címet kapta, ám az év márciusában bejelentette, hogy átütemezik a turnét őszre, végül 2015 májusában véglegesen törölte mentális kifáradásra és új tervekre hivatkozva. 2015. május 4-én debütált a Pretty Girls című szám, mely Britney Spears és Iggy közös dala. A dalt előadták a 2015-ös Billboard Music Awards-on.
Szintén 2015-ben kisebb szerepet kapott a Halálos iramban 7. című filmben.
Második stúdióalbumához még az év elején nekifogott, viszont júniusban Twitterén jelentette be, hogy az azon való munkát teljesen elölről kezdte. A Seventeen Magazinnak elárulta, hogy szeretné újra feltalálni Iggy Azalea-t, ezért teljesen új stílusú albumot fog készíteni. 2016. január 9-én megosztotta az egyik zenemegosztó portálon „kóstoló” számát, az "Azillion"-t. 2016. március 18-án jelent meg közelgő albuma első kislemeze a "Team", mely így első kislemezként jelent meg második stúdióalbumáról, a Digital Distortion-ről. 2017. március 24-én megjelent Iggy újabb kislemeze a "Mo Bounce". A következő kislemez a "Switch" 2017. május 19-én jelent meg, közreműködője a brazil énekesnő, Anitta. A tervek szerint 2017. június 30-án jelent volna meg az album, de annak kiadását ismét elhalasztották. 

Iggy azt nyilatkozta, 2017. November 7-én, hogy nem adhat ki új lemezt Ezért megosztott néhány kiadatlan számot a rajongóival Twitteren csak, hogy tudják "még él".  Ezt a 4 dalt a média nem hivatalosan "4 my Ratz" EP-ként tartotta számon.
2018 Januárjában bejelentette a következő nagy projektjét "Survive The Summer" néven, melyet a korábbi albumával ellentétben az Island Records-nál adott ki. Ezen a kislemezen szerepelt a nagysikerű Kream száma is, melyben az afroamerikai származású rapper, Tyga, is szerepet kapott. A lemez nevéből eredően 2018 nyarán jelent meg. 2022 januárjáig a projekt több mint 305 millió megtekintést generált a YouTube-on, 212 millió streamet a Spotify-on és 11 milliót a SoundCloud-on Azalea hivatalos fiókjain keresztül.
Továbbá a Billboard 200-as toplistáján 144. helyet ért el, valamint a Billboard digitális albumlistáján a 13. helyen végzett.

### 2019 – In My Defense, Wicked Lips
Azalea 2019 Februárjában jelentette be második stúdió albumát In My Defense címmel. Elmondta továbbá, hogy tervei szerint még az év tavaszán kiadja. Február 27-én bejelentette, hogy a "Sally Walker" lesz az első kislemez az albumról. Melyet már a saját lemezkiadóján, a "Bad Dreams Records"-on keresztül adott ki, az Empire-el közreműködve. Ugyanezen a napon az előző kislemeze, a "Kream" arany minősítést kapott, mivel 500 000 példányban kelt el az Egyesült Államokban. 2019. március végére, 14 nappal Azalea új kislemezének megjelenése után a "Sally Walker" több mint 38 millió megtekintést gyűjtött össze a YouTube-on, az összesített összesített eladásai meghaladták a 82 000 eladott példányt minden platformon, és a Billboard Hot 100 Charton a 62. helyen debütált, így a 2016-ban megjelent "Team" óta, amely a 42. helyen szerepelt a Billboard listáján, Iggy legjobban listázott kislemeze lett. Azalea a dalt a Jimmy Kimmel Live! című Las Vegas-i műsorában való fellépésével népszerűsítette. 2019. május 3-án Azalea kiadta az album hivatalos második kislemezdalát, a "Started"-t, a hozzá tartozó hivatalos klippel együtt. Nem sokkal később megjelent a VVAVES-szel közös "Boys Like You" című kollaborációja. 2019. június 24-én Azalea a Twitteren keresztül bejelentette, hogy In My Defense című albuma 2019. július 19-én jelenik meg. 2019. június 28-án kezdődtek meg az előrendelések az albumra. 2019. augusztusban Azalea megjelent a Cosmopolitan címlapján. A lemez előrendelése 2019. június 28-án kezdődött.
Az albumot "Lemezbemutató" partikon népszerűsítették Amerika szerte, melyhez kapcsolódott két nagyszínpadi koncert is Los Angeles-ben és New Yorkban.

Ugyanebben az évben jelentette be következő kislemezét, a "Wicked Lips"-et, amely kisebb csúszások után 2019 decemberében jelent meg. Ezt megelőzően a lead single, "Lola", november 18-án jelent meg, melyet az International Music Awardson, Berlinben elő is adott a rapper.

### 2020-2022 – The End of An Era
2020 nyarán jelentette be harmadik stúdió albumát a The End of An Era-t. Eredetileg az album lead single-je a Dance Like Nobody's Watching lett volna, de a szám alulteljesítése miatt törlésre került az albumról.  Helyette Tyga-val második közös számuk volt az albumról az első megjelent dal Sip It címmel, melyet úgy is emlegettek hogy "Kream 2.0" . A hozzá tartozó videoklip mára már átlépte a 30 milliós nézettséget. Ezt követte később a "Brazil" és "Iam the Stripclub" mint kislemezdal.
Az album 2021. augusztus 13-án jelent meg, mely az Ausztrál Hip Hop/R&B Albums (ARIA) toplistán 9. helyen végzett és az Angol UK R&B Albums (OCC) 36. helyén. Iggy ebben az évben jelentette be azt is, hogy visszavonul egy időre a zenétől.
Az album megjelenését követően csatlakozott Pitbull-hoz az I feel good tour-ra, ahol többek között új albumát népszerűsítette. 2022-ben pedig a Can't Stop Us Now turnén is részt vett.
A rajongók nagy örömére 2022 Augusztus 8-án jelentette be a rapper, hogy visszatér a zenéléshez. 

### 2023 – 4. stúdióalbum
2023 év elején Iggy csatlakozott az OnyFans-hez ahol a "Hotter than Hell" kreatív projektjét tölti fel a rajongók számára. Ez a hír nagy port kavart a médiában. A hírek szerint "egyetlen nap több pénzt keres a platformon mint egy átlagember egy egész életen át".
Többek között a projekt keretein belül fog megjelenni legújabb, 4. albuma is.  Az albumról elsőként megjelenő szám és videoklip a "Money Come" címet viseli, mely 2023. augusztus 25-én jelent meg a nyilvánosság előtt. 

## Fordítás
- Ez a szócikk részben vagy egészben  az   Iggy Azalea című angol Wikipédia-szócikk fordításán alapul.  Az eredeti cikk szerkesztőit annak laptörténete sorolja fel. Ez a jelzés csupán a megfogalmazás eredetét és a szerzői jogokat jelzi, nem szolgál a cikkben szereplő információk forrásmegjelöléseként.